# خوليو سيزار سيديلو
خوليو سيزار سيديلو (بالإنجليزية: Julio Cesar Cedillo)‏ هو ممثل أمريكي بدأ مسيرته الفنية سنة 2000.

## الأعمال

### مسلسلات
- ذا قود قايز 2010
- الموتى السائرون

### ألعاب فيديو
- أيج أوف إمبايرز 2: ذا كونكرز

## روابط خارجية
- خوليو سيزار سيديلو على موقع IMDb (الإنجليزية)
- خوليو سيزار سيديلو على موقع روتن توميتوز (الإنجليزية)
- خوليو سيزار سيديلو على موقع ألو سيني (الفرنسية)
- خوليو سيزار سيديلو على موقع أول موفي (الإنجليزية)
- خوليو سيزار سيديلو على موقع قاعدة بيانات الأفلام السويدية (السويدية)
- خوليو سيزار سيديلو على موقع قاعدة بيانات الفيلم (الإنجليزية)
- خوليو سيزار سيديلو على موقع كينوبويسك (الروسية)